# Pieter Stalpaert

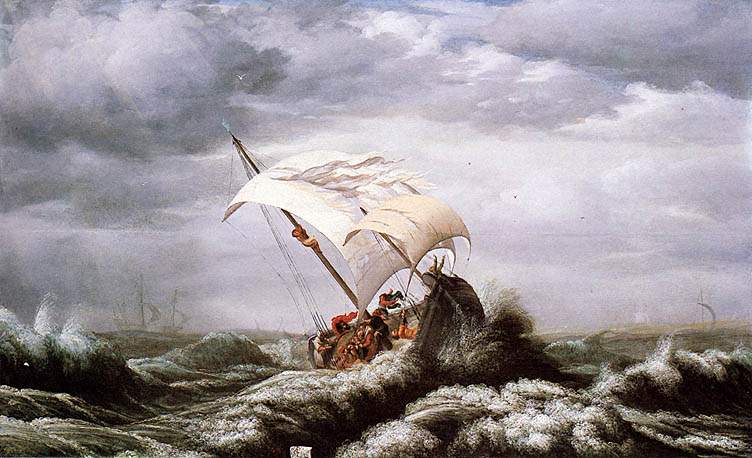
Christus im Seesturm; 1617; Berlin, Privatsammlung

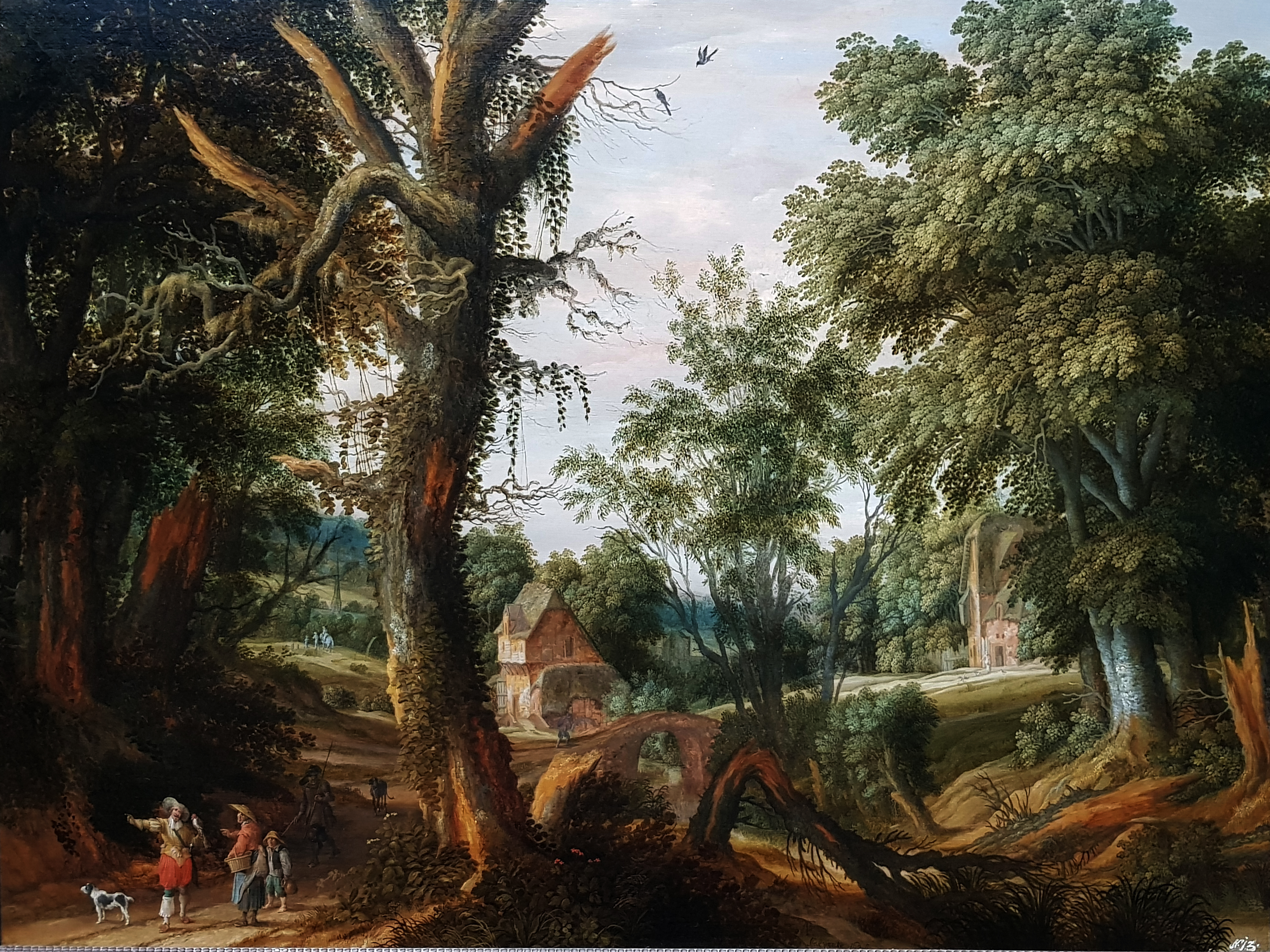
Waldlandschaft mit Staffage; 1628; Köln, Wallraf-Richartz-Museum

Pieter Stalpaert (* um 1572 in Brüssel; † vor 1636 in Amsterdam) war ein niederländischer Maler.

## Leben
Stalpaert war ein Sohn des Tapissiers Jeremyas Stalpaert. Am 28. März 1599 war Stalpaert 27 Jahre alt und heiratete Bayke (geborene de Hartichs). Sie wohnten in der Neustadt in der Nähe des Korsgenspoorts. Jan Hans Korensetter war sein Onkel. Am 13. November 1603 wurde ihr Sohn Johannes Jeremyas in der Alten Kirche niederländisch Oude Kerk in Amsterdam getauft, wobei Tanneken Felbier und Jeremias Stalpaert als Taufzeugen benannt sind. Da er in den Urkunden jeweils als Maler niederländisch Schilder bezeichnet wurde, ist anzunehmen, dass er bereits seit 1599 in Amsterdam tätig war. Am 9. April 1611 heiratete er ein zweites Mal, seine Frau hieß Mayke[n] (geborene de Walperghe). Etwa 1615 wurde sein Sohn Daniel Stalpaert geboren, der 1648 in Amsterdam Stadtarchitekt wurde. In einer Urkunde vom 26. Juli 1639 heißt es, Daniël Stalpaert sei zu diesem Zeitpunkt 24 Jahre alt und ebenfalls Maler gewesen. Er habe mit seiner Mutter und seinem Onkel Abraham de Walperge in der Conninxgrach gewohnt.
Aufgrund seines frühesten bekannten Bildes, kann man annehmen, dass er von Maerten de Vos beeinflusst sein könnte. Bisher lassen sich ihm nur wenige Werke zuweisen, die ihn als Schöpfer von religiös geprägten Marinebildern und Landschaften ausweisen.

## Werke
- Amsterdam, Rijksmuseum: Flachhügelige Baumlandschaft. 1635
- Berlin, Privatsammlung: Christus im Seesturm. 1617
- Verbleib unbekannt: Landschaft mit Reisenden an einem Fluss und einem Gehöft im Hintergrund. (am 25. Januar 2008 in der Auktion Sotheby’s in New York; Lot: 276) – Bewaldete Landschaft mit Häusern, Fuhrwerk und Reitern. (am 16. Mai 2009 in der Auktion Lempertz in Köln; Lot: 1027)